# Kabul (stad)
Kabul of Kaboel (Pasjtoe, Dari: كابل, Kābol) is de hoofdstad en de grootste stad van Afghanistan. De stad telde 913.164 inwoners bij de laatste volkstelling van 1979. De Afghaanse Dienst voor de Statistiek schatte in 2006 het inwonertal op 2.536.300 en in 2020 op 5.350.000. Het aantal inwoners steeg in de loop der jaren door de enorme toestroom van binnenlandse ontheemden, waarover exacte statistieken ontbraken. De stad ligt in het oosten van het land, ongeveer 230 km van de grens met Pakistan.
Kabul is strategisch gelegen aan de Khyberpas, de belangrijkste verbinding tussen Afghanistan en Pakistan.

## Geschiedenis
De geschiedenis van Kabul is een verhaal van drieduizend jaren van verwoesting en wederopbouw.
In de 7e eeuw werd Kabul door het Arabische kalifaat van de Rashidun veroverd. Door Babur (1504 - 1526) werd Kabul tot hoofdstad van het Mogolrijk gemaakt. Nader Sjah, de sjah van Iran, veroverde ze in 1738. In 1773 werd Kabul de hoofdstad van de Hotakiden.
Door de Britten werd de stad in 1839 tijdens de Eerste Brits-Afghaanse Oorlog veroverd en in 1842 gedeeltelijk door brand verwoest. In 1879 vond een opstand plaats waarbij vele Britse onderdanen vermoord werden.
Op 23 december 1979 bezette de Sovjet-Unie de stad en vestigde er zijn militaire hoofdkwartier. Gedurende tien jaar woedde er een oorlog tot de Sovjets in 1989 weer vertrokken uit Afghanistan. Na terugtrekking van de Russen brak er een burgeroorlog uit waarbij in de straten van Kabul naar schatting 50.000 mensen omkwamen.
In 1996 kwam de stad na een chaotische periode, waarin ze het doelwit was van beschietingen door meerdere strijdende partijen, onder de controle van de taliban.
Na het uitroepen van de 'strijd tegen terrorisme' vielen de Verenigde Staten, gesteund door enkele andere landen, Afghanistan aan in de oorlog in Afghanistan. Op 9 november 2001 nam de Noordelijke Alliantie, een militie die gesteund werd door het westen, de stad in.
Sinds die tijd was de stad onder controle van de Verenigde Staten, militair gesteund door de ISAF.
Tijdens het taliban-regime (1994-2001) was niet Kabul maar de zuidelijke stad Kandahar de officieuze Afghaanse hoofdstad en zetel van mullah Omar. Daarna werd Kabul de plaats waar de voorlopige Afghaanse overgangsregering zetelde en vervolgens de grondwettelijke hoofdstad van de nieuwe Islamitische Republiek van Afghanistan.
Nadien bleef Kabul onophoudelijk het toneel van gevechten en aanslagen en wisselden rustige en onrustige perioden elkaar af. Ondanks het geweld ontwikkelde de stad zich zowel qua inwoners als economische activiteit. Op zondag 15 augustus 2021 viel Kabul in de handen van de taliban. Enkel de internationale luchthaven bleef voorlopig uit de handen van de taliban. Op donderdag 26 augustus vond er op de luchthaven een dubbele zelfmoordaanslag plaats. Op maandag 30 augustus viel ook de internationale luchthaven in de handen van de taliban.

## Verkeer en vervoer
Kabul heeft een internationaal vliegveld, de Internationale Luchthaven Kabul. Tussen 1979 en 1992/1993 werd de stad bediend door een trolleybuslijn.

## Cultuur en wetenschap
De stad is de zetel van het Afghaanse Nationaal Museum en van de Afghaanse Academie der Wetenschappen.

## Sport
De stad is de thuishaven voor Ordu Kabul FC die uitkomt in de Afghanistan Premier League.

## Stedenbanden
- Dubai (Verenigde Arabische Emiraten)
- Istanboel (Turkije)
- Kazan (Rusland)
- Saskatoon (Canada)

## Bekende inwoners van Kabul

### Geboren
- Abdoer Rahman Khan (ca.1844-1907), emir van Afghanistan
- Inajatoellah Khan (1888-1946), koning van Afghanistan
- Daoed Khan (1909-1978), sardar (prins) en president van Afghanistan
- Mohammed Zahir Sjah (1914-2007), koning van Afghanistan
- Kader Khan (1937-2018), acteur en filmregisseur
- Abdullah Abdullah (1960), politicus
- Khaled Hosseini (1965), schrijver
- Lida Abdul (1973), kunstenares
- Tahmina Akefi (1983), Nederlands publiciste
- Robina Muqim Yaar (1986), atlete
- Farshad Bashir (1988), Nederlands politicus
- Qays Shayesteh (1988), Nederlands voetballer
- Ulysse Ellian (1988), Nederlands politicus
- Mehboba Ahdyar (1988 of 1989), atlete
- Sahar Shirzad (1991), jurist, schrijver, programmamaker en activist
- Hila Noorzai (1992), Nederlandse presentatrice, columnist en radio-dj
- Emran Barakzai (1994), voetballer
- Warina Hussain (1999), Indiaas actrice

### Overleden
- Burhanuddin Rabbani (1940-2011), president van Afghanistan (1992-1996, 2001)

## Galerij

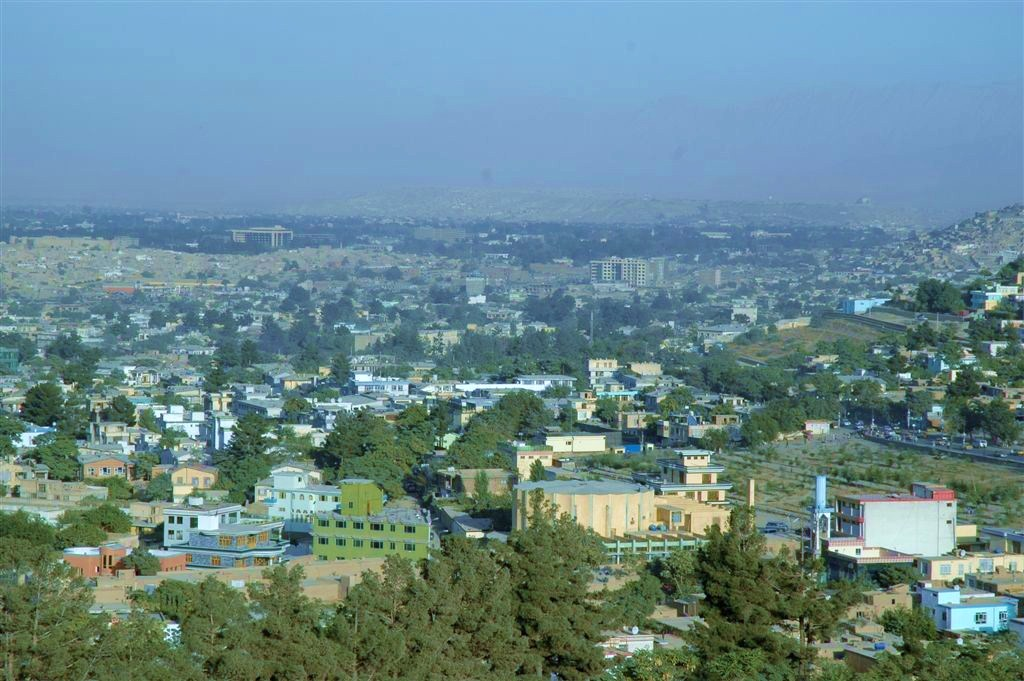
Kabul met op de achtergrond het Hindoekoesjgebergte.